# Orinatoio

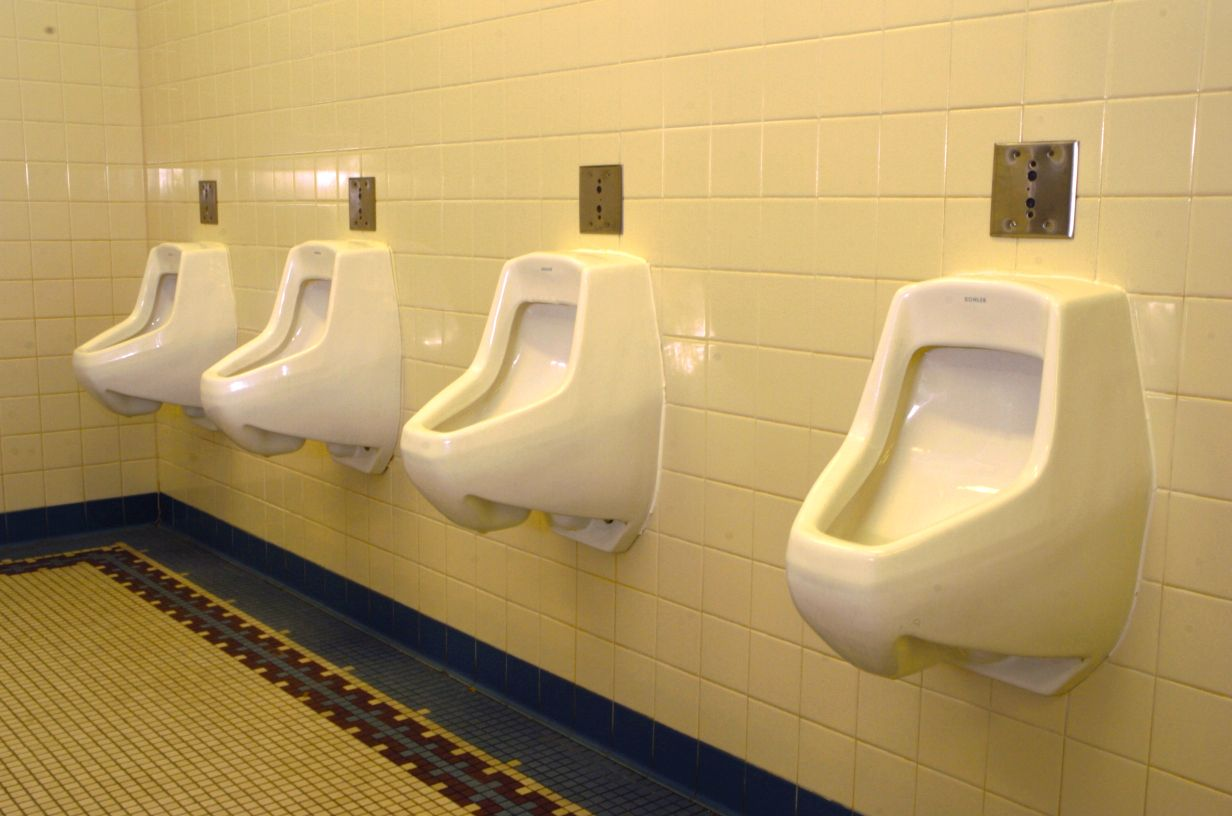
Esempio di orinatoio "classico".

L'orinatoio è un apparecchio sanitario specifico per la minzione maschile, ma disponibile anche per la minzione femminile e di solito è formato da una vaschetta di porcellana murata nella parete. Il suo risciacquo può essere ininterrotto per gli orinatoi ad uso pubblico.

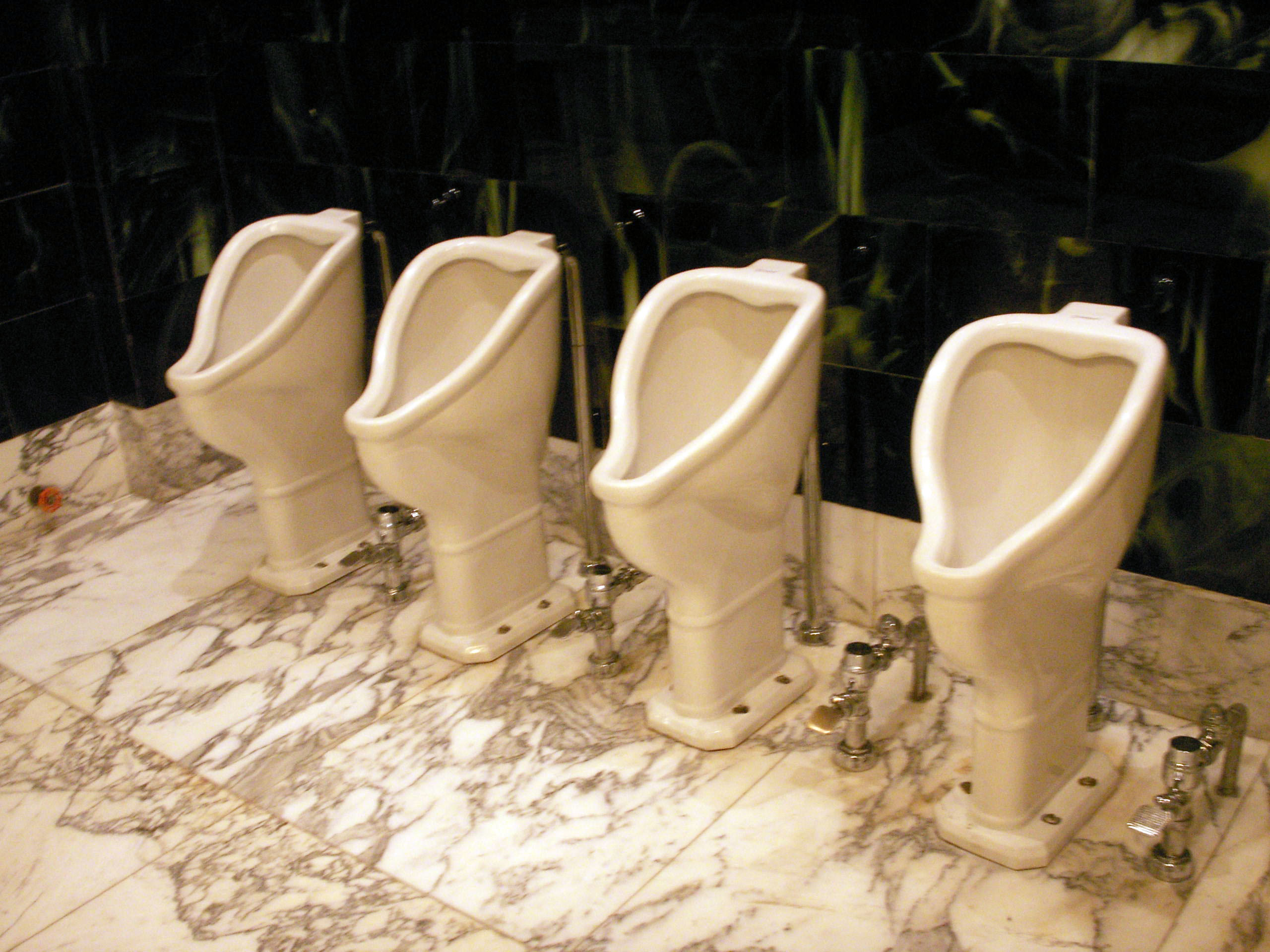
Esempio di orinatoio "femminile"

Gli orinatoi pubblici stradali, un tempo molto presenti nelle città, erano detti vespasiani, ma accoppiavano in realtà un orinatoio verticale ad una "turca" consentendo quindi teoricamente che potesse essere usato anche dalle donne e comunque non solo per la minzione.

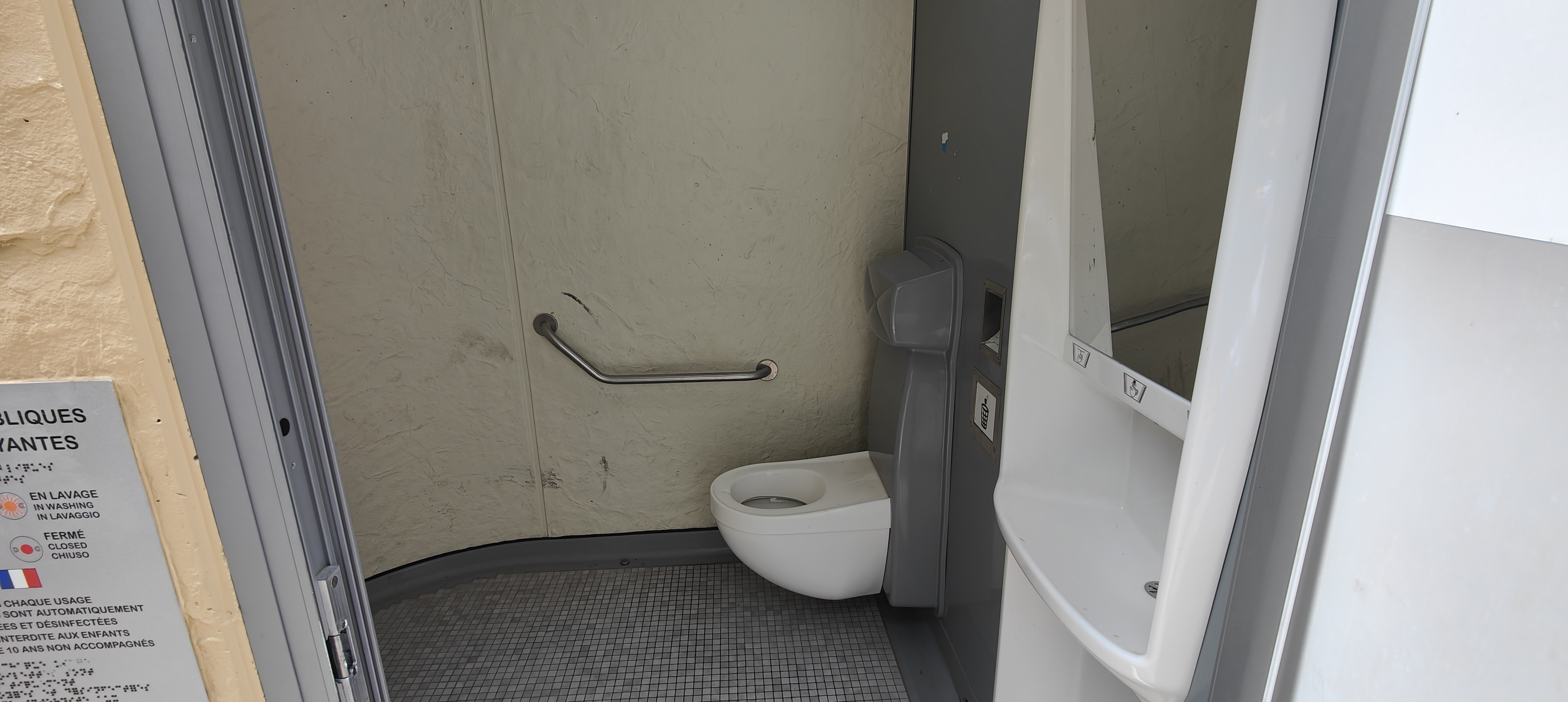
Casetta toilette pubblica moderna in uso gratuito a Mentone con chiusura automatica della porta mediante tasto, lavabo con incorporato sapone, acqua, phon

## Storia

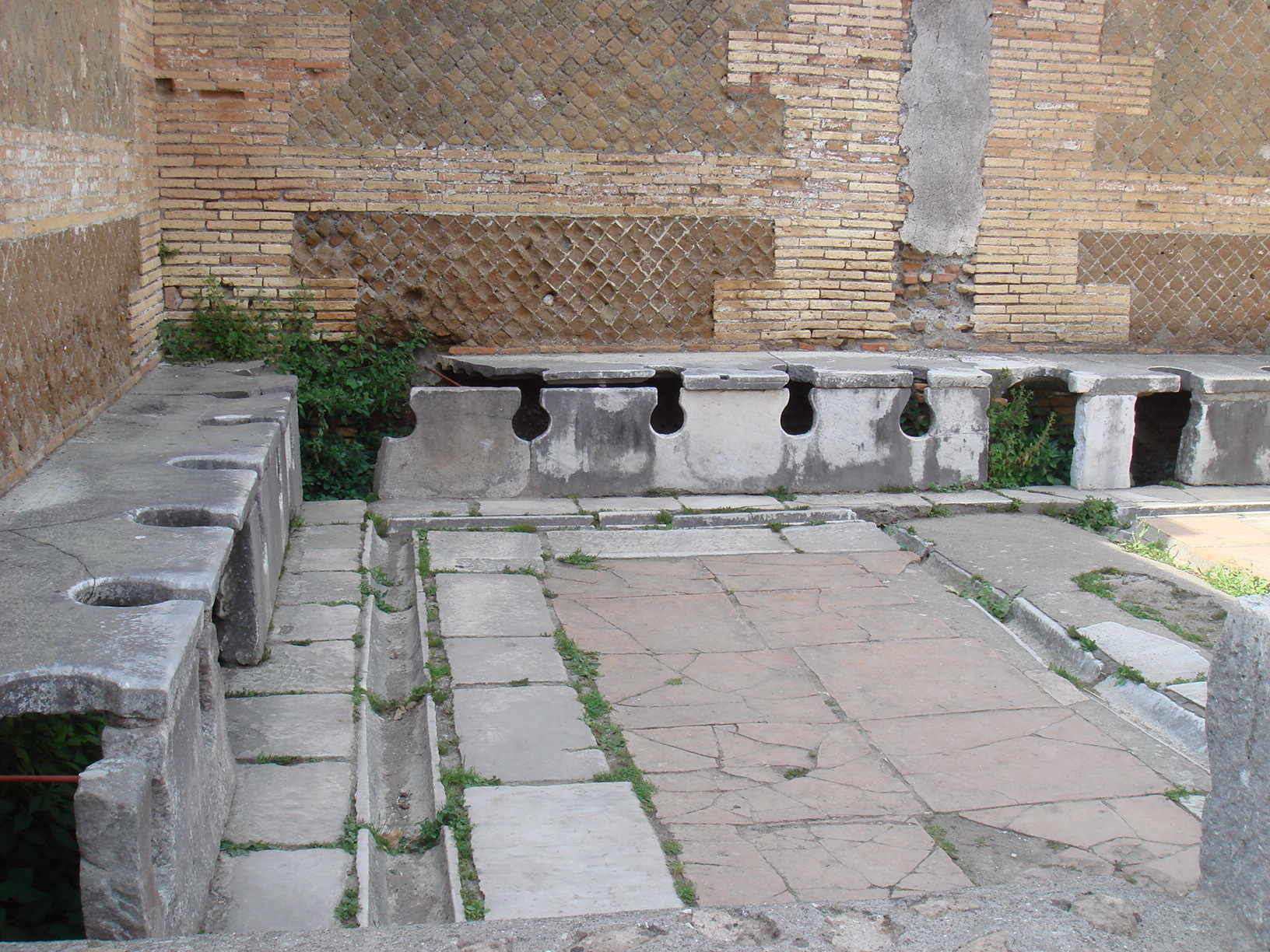
Ostia antica. Antico vespasiano romano

"Vespasiano" è il nome comune con cui in Italia venivano designati gli orinatoi pubblici in forma di garitta o di edicola. Il termine deriva da Tito Flavio Vespasiano, imperatore romano, a cui, secondo la testimonianza di Svetonio, devono il proprio nome, in quanto furono da lui sottoposti a tassazione.

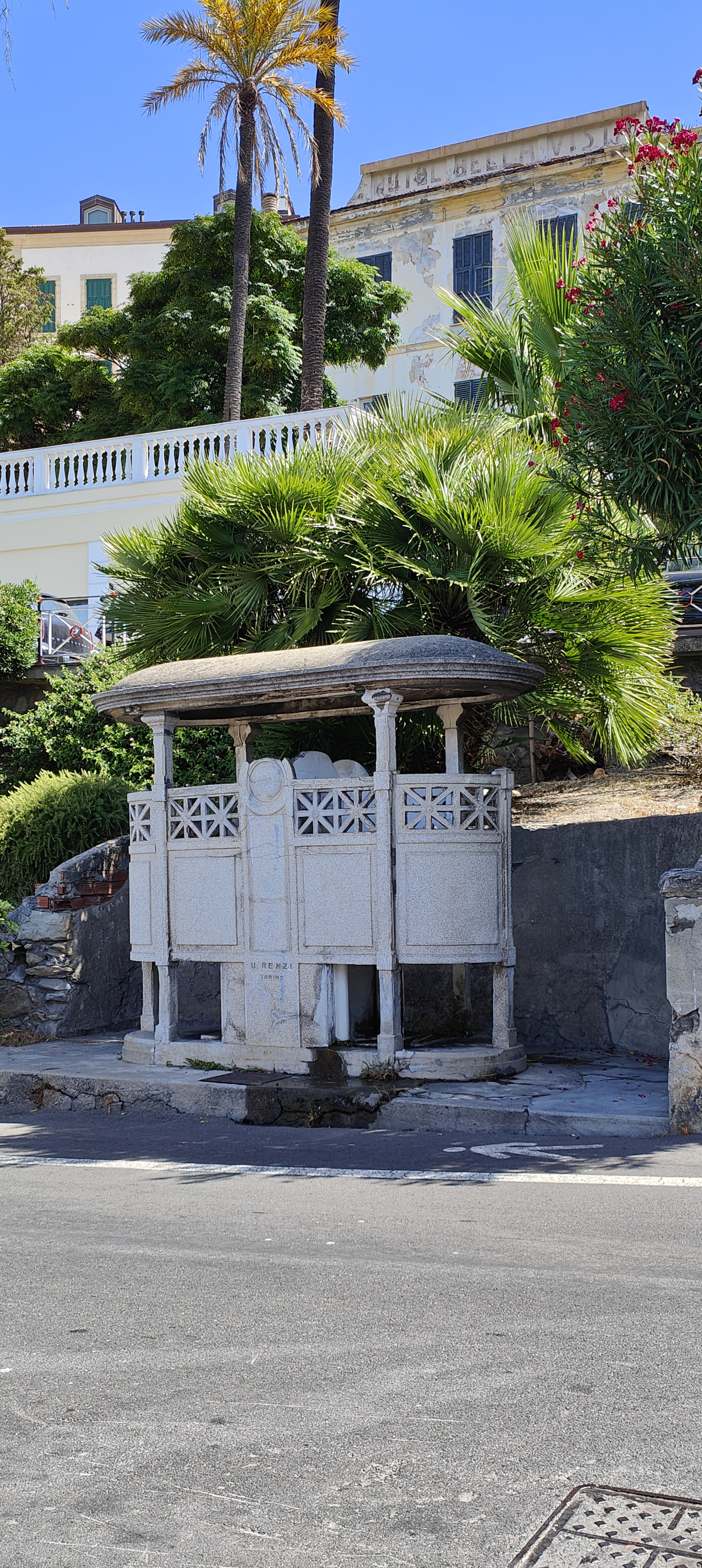
Orinatoio stile Liberty a Bordighera

La tassa era dovuta dai "fullones" (erano coloro che lavavano e smacchiavano le vesti) che dai residui organici ivi raccolti, ricavavano l'ammoniaca.

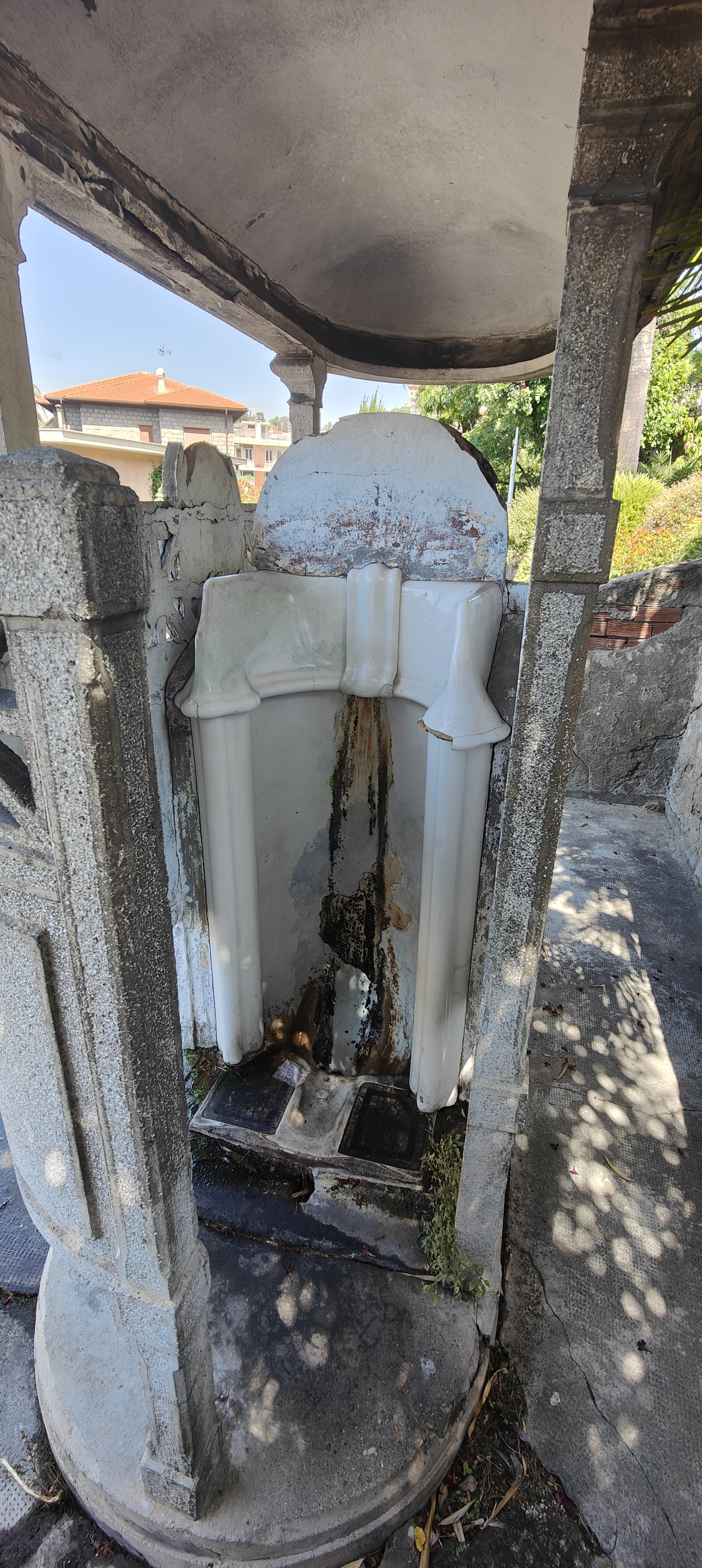
Struttura interna di un vespasiano

Gli scavi di Pompei hanno fatto conoscere varie "fulloniche" ben conservate nel loro impianto, con vasche e condutture. La sede dei "Fullones" era all'interno dell'edificio di Eumachia donato dall'omonima sacerdotessa nel foro pompeiano.